# Spähaufklärung

Spähtrupp taktisches Zeichen

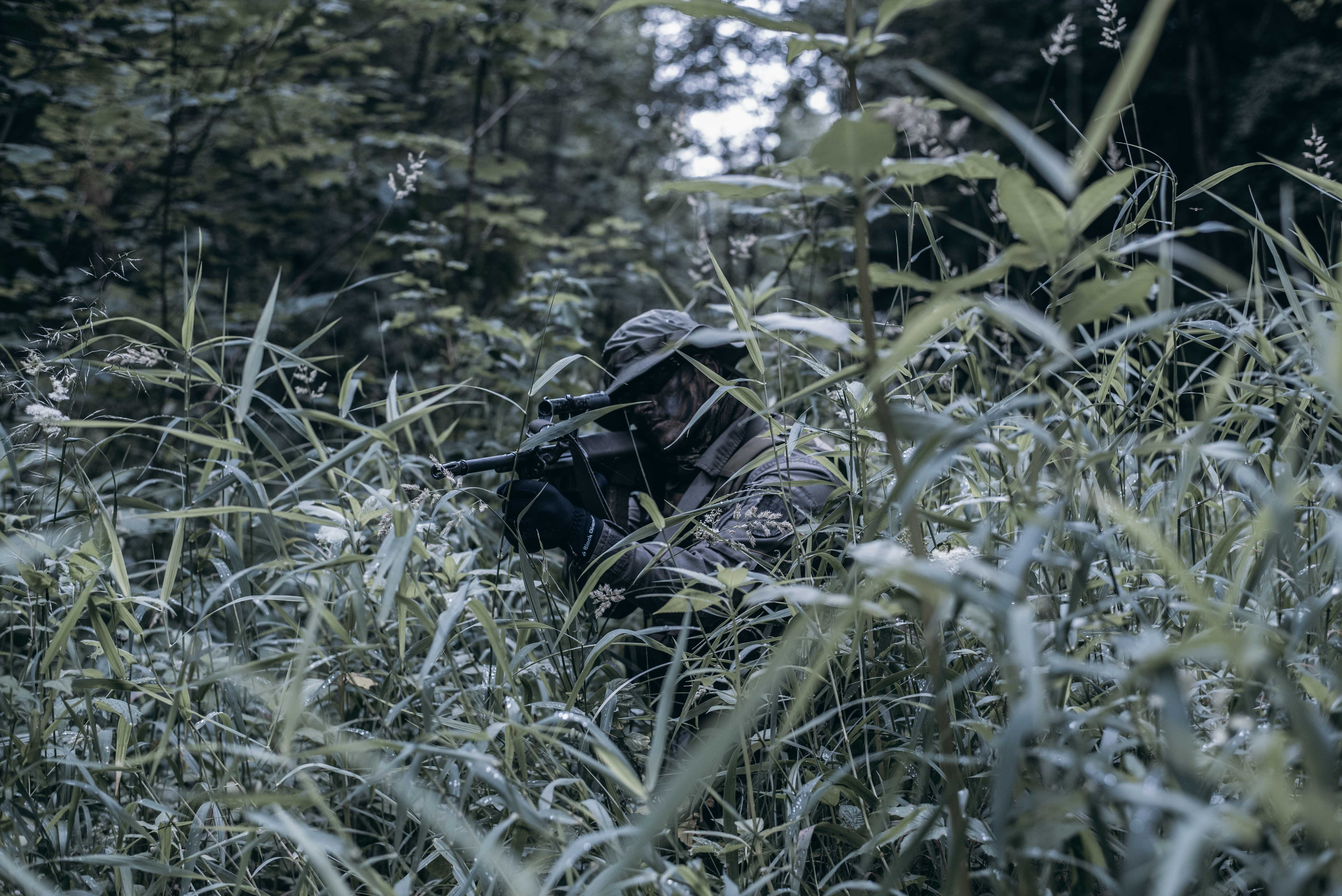
Spähtrupp PzPi

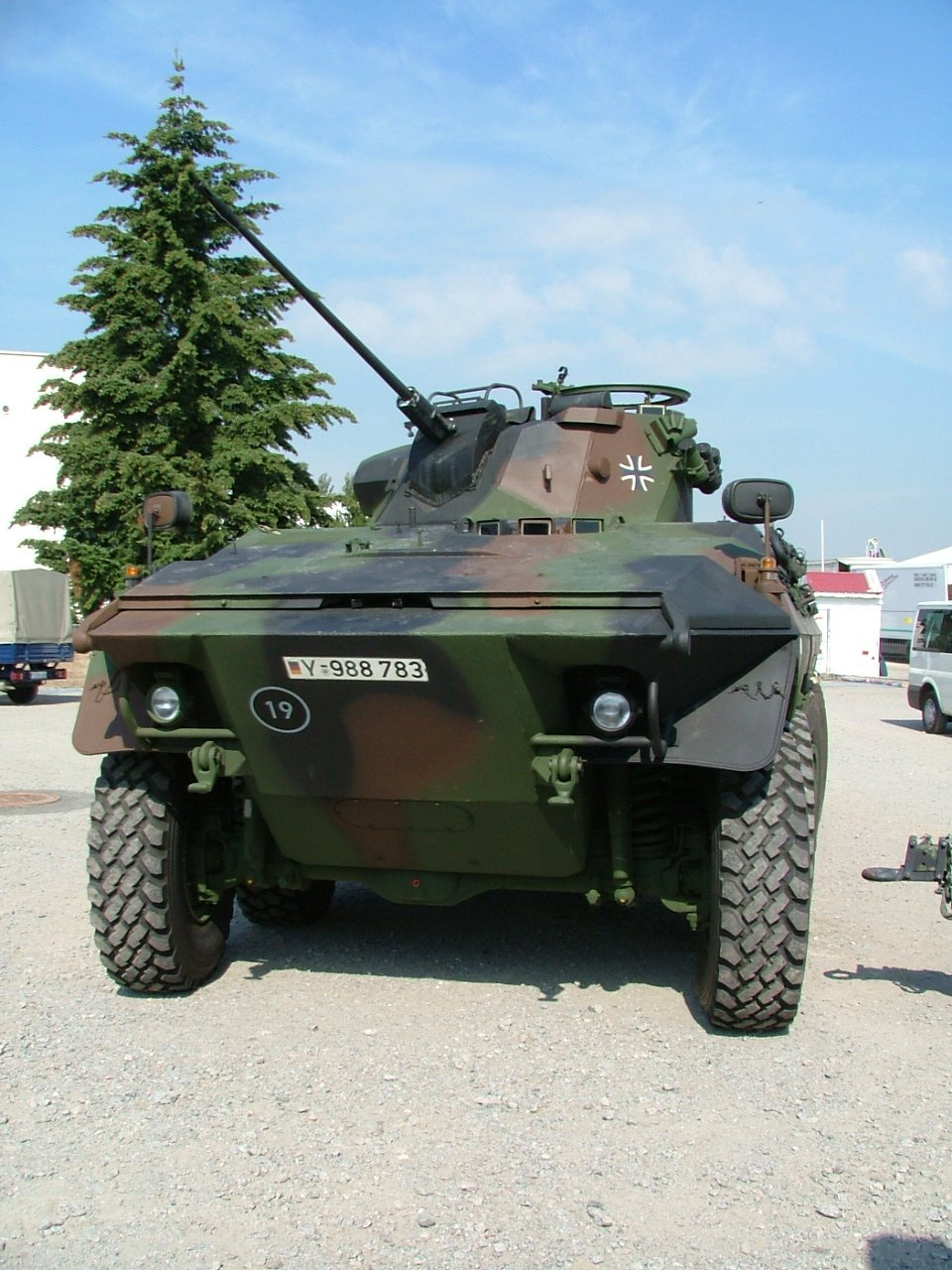
Spähpanzer Luchs

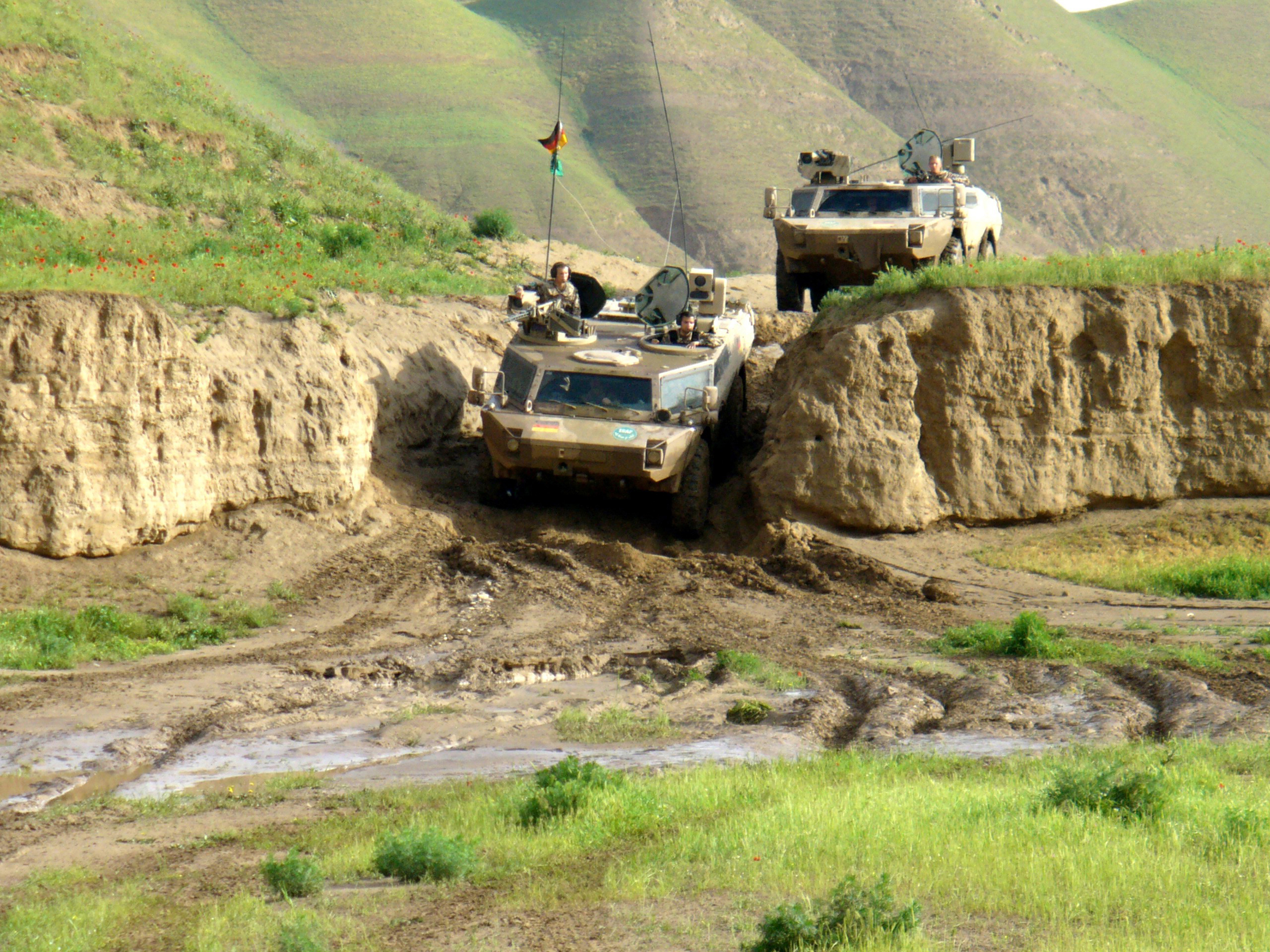
Spähtrupp mit Fennek in Afghanistan

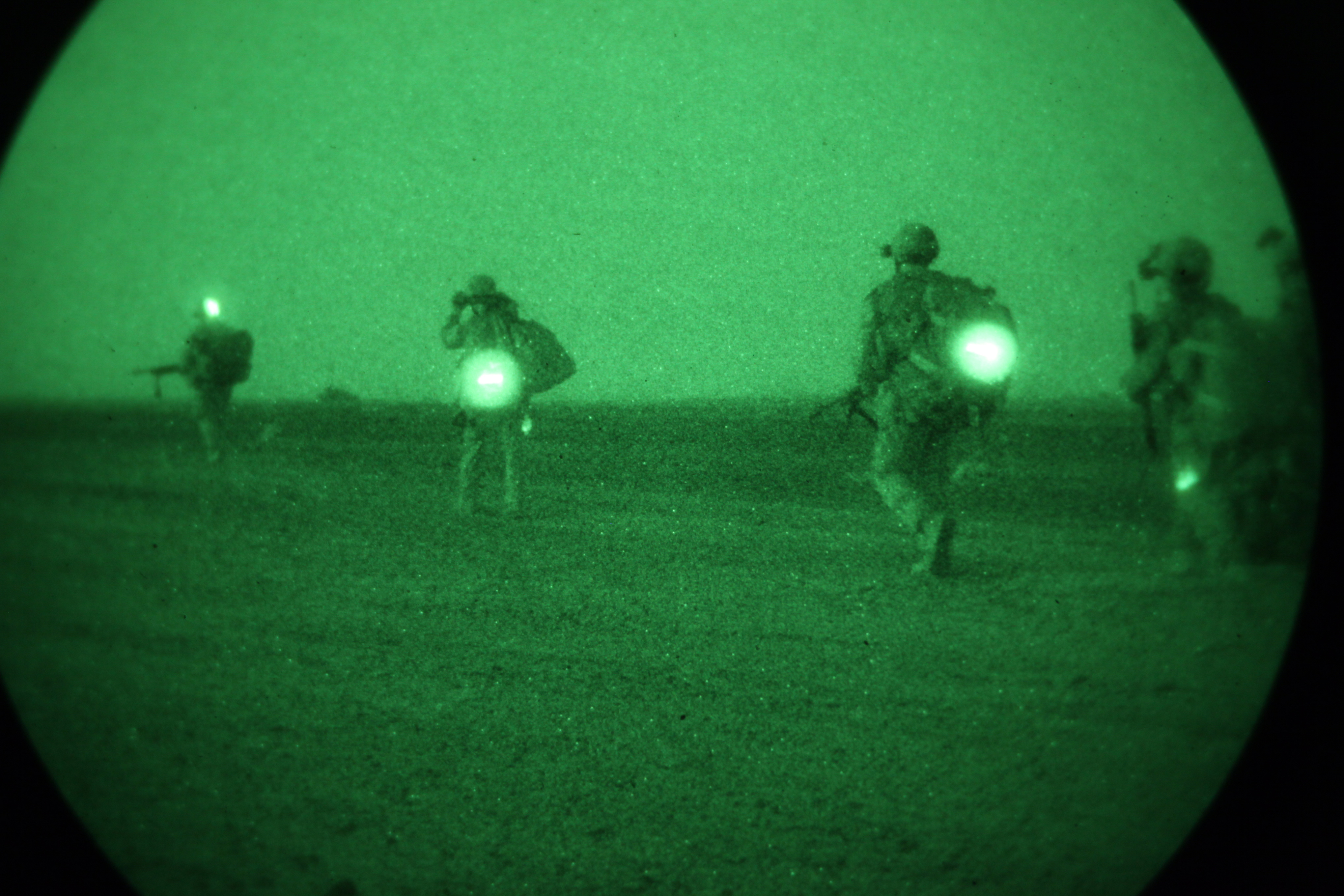
Nächtlicher Spähtrupp der US-Marines in Afghanistan

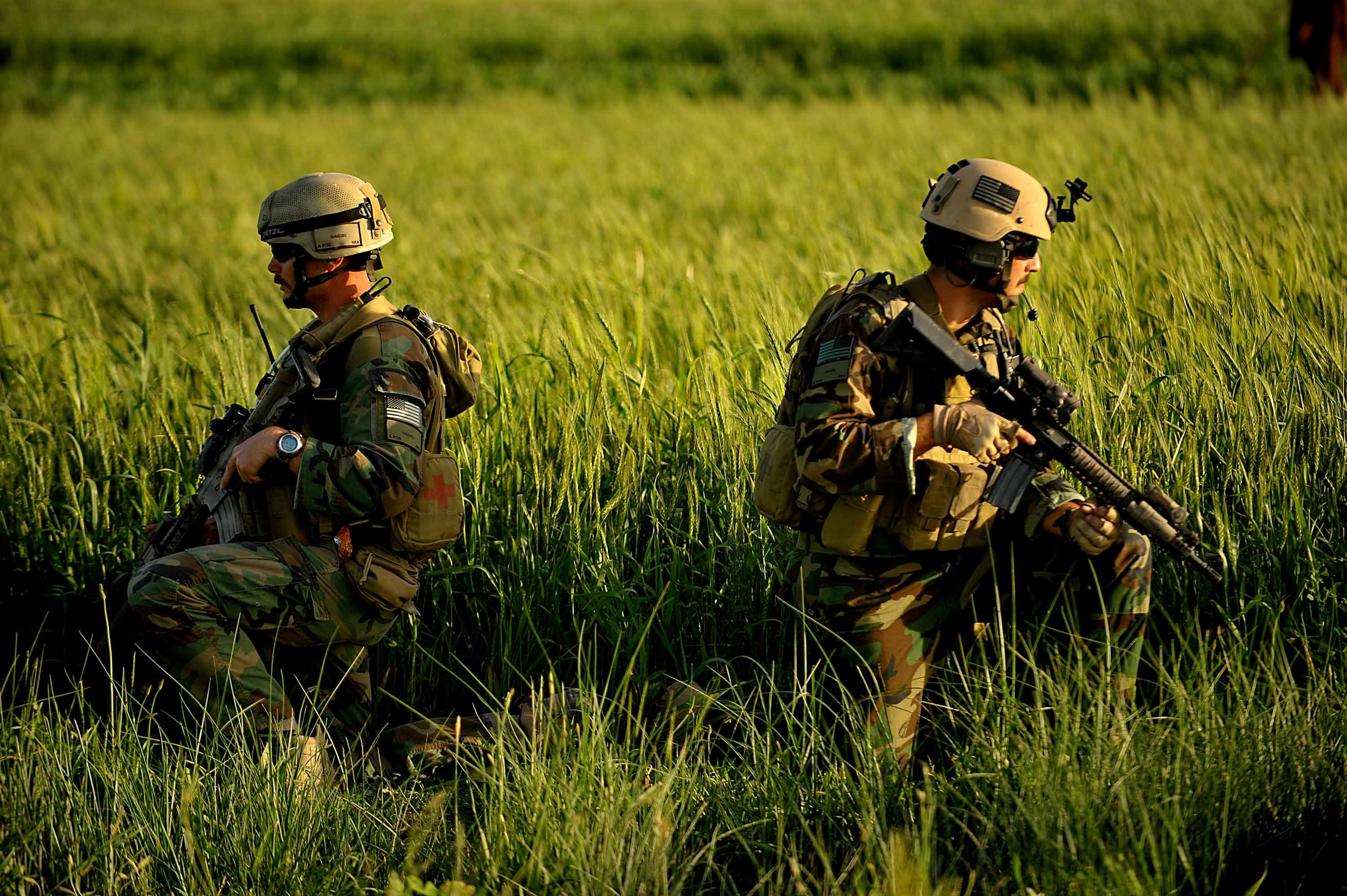
Aufklärer sichern sich gegenseitig

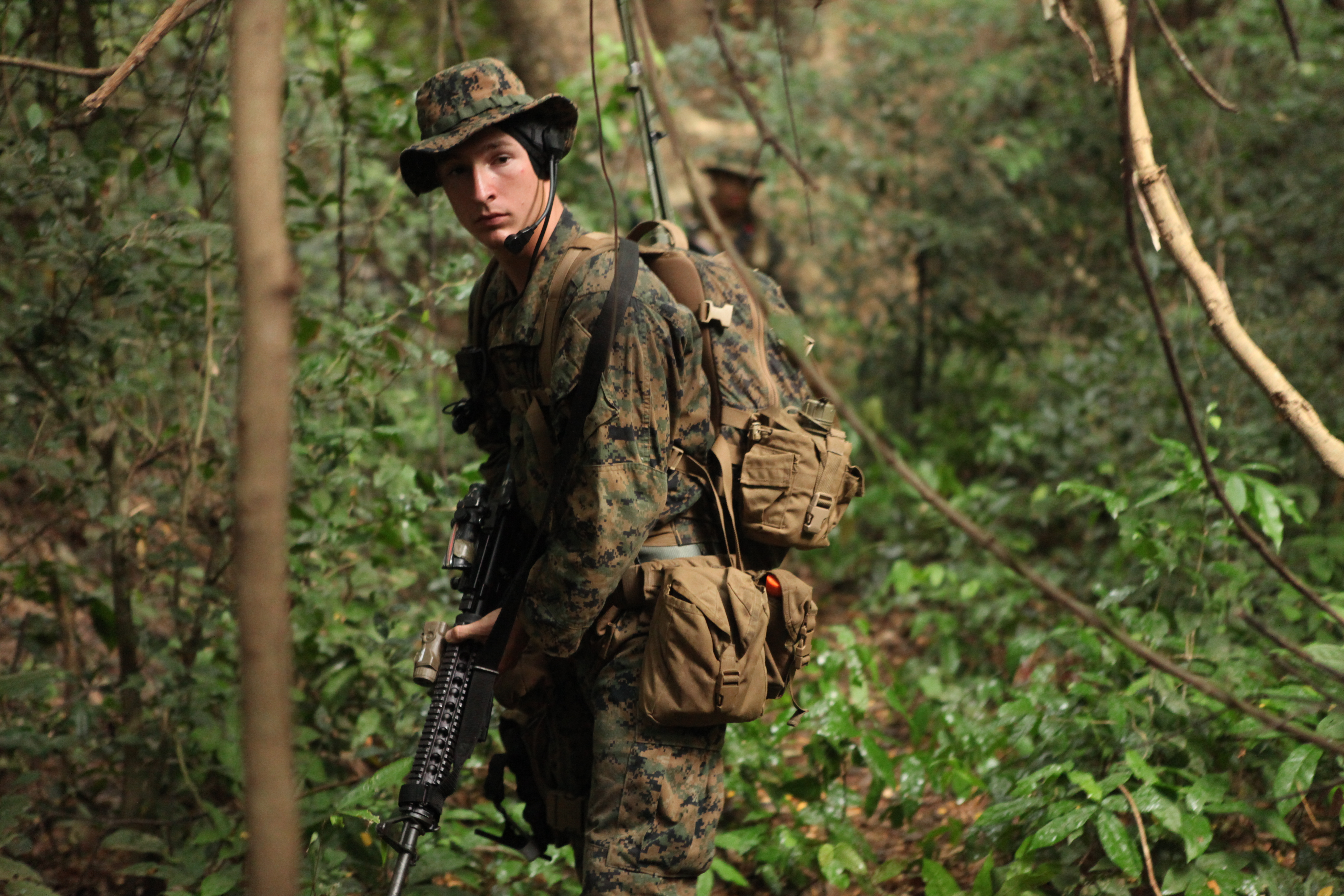
Spähtrupp im tropischen Regenwald von Thailand

Die Spähaufklärung (kurz SpähAufkl; englisch scout reconnaissance) ist die bodengebundene Aufklärung gegnerischer Kräfte und Mittel. Man beobachtet mit den eigenen Augen, oft auch mit technischer Unterstützung. Nötigenfalls wird sie durch Kampf gegen Gegner erzwungen.
Sie wird sowohl von speziellen Aufklärungseinheiten durchgeführt wie der vormaligen Panzeraufklärungstruppe und Fernspähtruppe, heute der Heeresaufklärungstruppe und den Spezialkräften, als auch durch Spähaufklärung der Kampftruppe oder anderer Truppenteile in jeder Teilstreitkraft in ihrem Verantwortungsbereich auf taktischer Ebene.

## Ziele
Die Informationen aus der Spähaufklärung dient den Grundlagen und der Entscheidungsfindung für die jeweilige Gefechtsplanung. Sie soll u. a. vor einem Überraschungsangriff des Gegners schützen. Außerdem soll Spähaufklärung vor Umfassung in Flanken oder in unbesetzten Räumen sichern. Die Gefechtsaufklärung dient dem eigenen Gefechtsverband, die Spähaufklärung durch den Aufklärungszug auch, durch Spähkräfte dem Großverband.
Ähnlich wie bei der Gefechtsaufklärung sollen auch hier Informationen zur Feindstärke, Gefechtsgliederung und Verhalten gewonnen werden. Des Weiteren Kenntnisse über die Position seiner schweren Waffen (Artillerie und Mörser), Führungseinrichtungen und Gefechtsstände, Folgekräfte, Reserven, Versorgungspunkte etc. Teilweise gehört auch ABC-Aufklärung zum Auftragsspektrum. Diese Aufklärungsergebnisse werden mit bestimmter Schleierung über weitreichende Fernmeldemittel an die Brigade, bzw. Division, zurückgemeldet.

## Durchführung
In der Operationsart Angriff setzt mit einem gewissen zeitlichen Vorlauf zunächst die Spähaufklärung in einer bestimmten Aufklärungstiefe ein. Die Spähaufklärung ist somit zumeist die erste Handlung eines Heeresverbandes. So hat eine Division einen Verantwortungsbereich von etwa 75 Kilometern, in der Aufklärungsergebnisse gewonnen werden müssen.
Dies bedeutet, dass von Spähtrupps in der Regel eine Eindringtiefe von rund 80 km gefordert wird. Hier können vom Korps Fernspähzüge eingesetzt werden, welche jedoch auch eine Eindringtiefe von maximal 200 km erreichen können. Brigaden ist ein Gefechtsstreifen von etwa 25 bis 30 km zugeteilt. In diesem Raum werden die Brigadespähzüge eingesetzt. Danach folgt die Gefechtsaufklärung und erst wenn die daraus gewonnenen Informationen verarbeitet sind, der eigentliche Angriff.
Spähtrupps, die von der Brigade oder Division eingesetzt sind, erfüllen nicht die Aufgaben der Geländeerkundung (wie z. B. eigene Verfügungsräume, Gefechtsstände etc.). Dies ist den Erkundungs- und Verbindungszügen der jeweiligen Stabs- und Versorgungskompanien der Bataillone vorbehalten.
Zur bodengebundenen Spähaufklärung gehört auch die Gefechtsfeldradaraufklärung. Hier kommt das System PARA (Panzeraufklärungsradar) zum Einsatz, welches in der Lage ist, Fahrzeuge auf einer Entfernung von bis zu 20 Kilometern und Personen bis acht Kilometern aufzuklären. Diese Radargeräte haben zumeist eine kurze Reichweite und sind für bestimmte Aufgaben spezialisiert. Radartrupps werden autark oder in Verbund mit anderen Waffengattungen eingesetzt.
Die Lage im Gefecht der verbundenen Waffen oder der Einsatz im feindbesetzten Gelände kann den Einsatz von verstärkten Spähtrupps (Zusammenarbeit mit Heeresfliegern, Panzern, Panzergrenadieren, Pionieren oder Joint Fire Support Teams von Artillerie und Mörsern) erfordern. Aufklärungskräfte sollen nach Möglichkeit nicht abgenutzt, d. h. in Kampfhandlungen, verwickelt werden, da sie in jedem Fall ihren Aufklärungsauftrag fortsetzen müssen.

### Aufgesessener Spähtrupp
Die Panzeraufklärungstruppe hatte die Aufgabe, durch ihre leichten Spähzüge (le SpähZg) mithilfe des Spähpanzers Luchs Erdaufklärung für die Division zu leisten und damit Aufklärungsergebnisse aus Luftaufklärung etc. zu bestätigen. Panzeraufklärer sind sowohl für die Aufklärung als auch für den Kampf mit Bordwaffen befähigt. Aufklärungsergebnisse können durch Kampf erzwungen werden. Dies geschieht durch die schweren Spähtrupps mit dem Kampfpanzer Leopard.
Ziel hierbei ist es, den Feind zur Entfaltung seiner Kräfte zu zwingen, bestimmtes Gelände zu nehmen, bzw. Breschen zu schlagen, damit dort anschließend ungehindert Spähaufklärung stattfinden kann. Somit können die schweren Spähzüge erst die Grundlagen schaffen, damit die leichten Spähzüge ihren Auftrag beginnen können. Die leichten Bordmaschinenkanonen der Spähpanzer dienen jedoch allein der Selbstverteidigung.
Bestimmendes Merkmal eines Spähtrupps ist seine überwiegend auf sich allein gestellte Situation, ein hohes Maß an Autarkie, d. h. bei einem überraschenden Feuerkampf kann selten mit der Hilfe von Nachbareinheiten gerechnet werden. Unvorhergesehene Krisensituationen und eine hohe Durchhaltefähigkeit dieser Einheit muss vorausgesetzt werden. Die Spähtrupps der Aufklärungstruppe sind in der Regel als leichte Spähtrupps konzipiert. Ihr Auftrag ist es, ins gegnerische Territorium einzudringen und Fühlung mit dem Gegner aufzunehmen. Dies kann beweglich oder durch stehende Spähtrupps geschehen. Die Heeresaufklärer setzen hierzu den Spähwagen Fennek ein, der paarweise (Vorziehen unter Feuerschutz) operiert. Der Spähtrupp hat sich hierbei möglichst geräuscharm und unbemerkt zu bewegen.
Bei Beobachtungshalt oder besonderen Lagen sitzt die Besatzung des „gepanzerten Spähtrupps“ unter dem Abstellen einer Nahsicherung bzw. Alarmposten ab. Zur Aufklärung dienen Bodensensoren zur Ermittlung von Bewegungsdaten, Wärmebildgeräte zum Aufspüren der Wärmesignatur von Fahrzeugen oder Personen, oder besondere Geräte zur Funkaufklärung.

### Abgesessener Spähtrupp
Der abgesessene „Spähtrupp zu Fuß“ erfolgt je nach Geländeanforderung (z. B. bedecktes, durchschnittenes oder stark bewaldetes Gelände) bei geringer Aufklärungstiefe. Oft ergibt sich aber auch eine Kombination aus auf- und abgesessener Spähaufklärung. Der abgesessene Spähtrupp als Patrouille bewegt sich möglichst geräuschlos auf zuvor festgelegten Annäherungswegen auf das Aufklärungsziel zu.
Vor dem Abmarsch werden gewisse Vorbereitungen getroffen. So verbleibt ein Großteil der Ausrüstung am Fahrzeug oder im Gruppennest. Auch muss die Gesichtstarnung nachgebessert werden. Spähtrupps bei Nacht werden zumeist ohne Gefechtshelm durchgeführt, um die Hörleistung nicht einzuschränken. Auch für sie gilt der Grundsatz "videre sine videri" (viel sehen ohne selbst gesehen zu werden). Sie haben sich daher ebenfalls unerkannt in Schützenreihe durch feindbesetztes oder feindgefährdetes Gelände zu bewegen und vermeiden dabei nach Möglichkeit den Kampf (z. B. bei Begegnungen mit gegnerischen Spähtrupps). In der Heeresstruktur IV gab es bei den Panzeraufklärern eine infanteristische Komponente, Panzerspäher mit Transportpanzer Fuchs, welche die Aufgaben von Fernspähern übernehmen sollten.

## Befehlsgebung für einen Spähtrupp (Beispiel)
- Lage[7]
  - Feindlage - eigene Lage

“Vor der PzGrenBrig 10 ist mit Kräften einer MSD zu rechnen. Schwerpunkt des Angriffs vermutlich Autobahn Hof mit Stoßrichtung auf das Bayreuther Becken. 4. Panzergrenadierdivision verteidigt mit Tle PzGrenBrig 11 links… Linker Nachbar PzGrenBrig 11. PzBtl 110 und PzAufklBtl 4 verzögern…Divisionsreserve: PzBrig 12. Nach Aufnahme der Verzögerungskräfte verteidigt die Division in Richtung…”
“Auftrag PzGrenBrig 10: Aufnahme der Verzögerungskräfte und möglichen Durchbruch des Feindes auf Höhe XY verhindern. Nimmt Verzögerungsverband im Zuge der Aufnahmelinie auf, verteidigt mit drei Bataillonen nebeneinander…Feind im Zuges des VRV zerschlagen. Durchführung: Folgende Abstellung und Unterstellung. Gegenangriff TIGER durch Brigadereserve. Die Brigade hält Verbindung zum Verzögerungsverband PzAufklBtl 4 verteidigt so, dass Feind im Zuge des VRV zerschlagen wird…”
- Auftrag des Spähtrupps “Auftrag SpähTrp ADLER entlang der Linie XY aufklären, und feststellen, ob der Raum vor der PzGrenBrig 10 bereits feindbesetzt und für eigene Bewegungen gangbar ist.…”
- Durchführung des Spähtrupps
  - Aufklärungsziel “Aufklärungsziel ist der Raum nördlich von Bindlach. Einen stehenden Spähposten bei XY-AA beziehen…”
  - Gliederung des Spähtrupps “folgende Truppenteinteilung: le SpähTrp CHARLIE, flankierend s SpähTrp DELTA…”
  - Bewegunglinien “entlang der Linie XY…”
  - Meldungen (an wen?) “SpähTrpFhr ADLER meldet direkt an BrigKdr”
  - Meldelinien, Meldepunkte, Meldezeiten “Meldepunkt am Beobachtungshalt XY-1…”
  - Absprachen eigene Sicherung “als Sicherung PzZg…”
  - eigene vorn eingesetzte Teile “Feldposten OCHSE und zurückweichende Verzögerungskräfte.”
  - Art des Vorgehens (zu Fuß, auf SpähPz, überschlagend oder raupenförmig)
  - Überwachung durch eigene Kräfte "flankierende Überwachung durch PzZg"
  - Verhalten im/vor dem Aufklärungsziel “nach Beendigung Aufklärung auf Höhe ZX zurückweichen.”
  - Sammelpunkte "Sammelpunkt 1, hinter Beobachtungspunkt XY-1..."
  - Verhalten bei Feindberührung "Kampf vermeiden, ausweichen auf Bezugspunkt XY-1-A..."
  - Feuerregelung "für den s SpäTrp: unterlegenen Feind überfallartig vernichten, überlegenem Feind ausweichen"
  - Rückkehrzeit "031530ZJUL88"
  - Ablauf der Aufnahme "Aufnahme durch eigene Truppe..."
  - vereinbarte Zeichen für die Nacht, Parole "Drei-Stern-Rot: Feindkontakt, Parole: VICTOR-ECHO"
- Maßnahmen zur Fliegerabwehr (Luftraumspäher)
- Maßnahmen zur ABC-Abwehr
- Einsatzunterstützung "Artillerieunterstützung durch PzArt, HE, Bomblets nach Feuerbefehl durch VB TANNE..."
- Führungsunterstützung "Verbindung innerhalb der Gruppe und Nachbarn, sowie der schweren Waffen"
  - Funkverbindung "Frequenzen 100 und SpähTrpFrz 140,5" "Funkbereitschaft erst nach Passieren Ablauflinie TANGO-QUEBEC"
  - Schutzmaßnahmen Funkverkehr "Sprechtafel LIMA-YANKEE"
  - Verbindung/Alarmierungszeichen
  - Platz des Führers "Brigadeführer befindet sich diese Richtung 5.000, BrigGefStd"
  - Vergleich Uhrzeit “0300 Zulu - jetzt”

## Unterschied zwischen Späh- und Gefechtsaufklärung
Spähaufklärung wird von der übergeordneten taktischen Führungsebene angeordnet und von einer spezialisierten Truppengattung (Panzeraufklärer, Heeresaufklärer und Fernspäher) in größerer Aufklärungstiefe betrieben. Der Auftrag der Spähaufklärung lautet in der Regel, den Feind zu lokalisieren, nach Art (Waffengattung, Anzahl der Gefechtsfahrzeuge) und Umfang (Truppenstärke) zu identifizieren und je nach Art der Informationsgewinnung eine gewisse Zeit am Feind zu verbleiben und danach zu aufnehmenden Truppenteilen zurückkehren. Hierbei ist Aufklärung durch Kampf in den seltensten Fällen eine Option. Dennoch kann nicht ausgeschlossen werden, dass es zu kleineren Gefechten und Scharmützeln mit gegnerischer Vorhut, Gefechtsaufklärung oder Flankensicherung kommt.
Gefechtsaufklärung wird allgemein von den Kampftruppen (Panzer und Panzergrenadiere) in einer geringeren Eindringtiefe von maximal 5 Kilometern vor den eigenen Linien betrieben. Eine der wichtigsten Aufgaben ist die Fühlung mit dem Feind aufzunehmen. Anders als bei der Spähaufklärung, spielt hierbei die Aufklärung durch Kampf eine größere Rolle. Gepanzerte Spähtrupps (KPz oder SPz), bzw. verstärkte schwere Spähtrupps, besitzen die Feuerkraft, um feindliche Späh- oder Gefechtsaufklärung zu bekämpfen. Weiterhin sollen wichtige Erkenntnisse über die Sicherung des Gegners, seine Sperren, Flanken und Lücken gewonnen werden. Gefechtsaufklärung kann stärkere Kräfte vortäuschen und den Gegner frühzeitig zur Entfaltung zwingen, um ihn somit besser bekämpfen zu können.